# Arisaema kiushianum
Arisaema kiushianum är en kallaväxtart som beskrevs av Tomitaro Makino. Arisaema kiushianum ingår i släktet Arisaema och familjen kallaväxter. Inga underarter finns listade.